# Retigyra granulosa
Retigyra granulosa is een slakkensoort uit de familie van de Skeneidae. De wetenschappelijke naam van de soort is voor het eerst geldig gepubliceerd in 1925 door Sykes.